# Nikolaj Alexandrovič Chodorovič
Nikolaj Alexandrovič Chodorovič (někdy uváděn též jako Nikolaj Aleksandrovič Chodorovič) (15. prosince 1857,  Kyjev – 21. července 1936, Praha) byl ruský generál, který byl jedním z těch, kdo se zasadil o vznik České družiny - první jednotky ruských československých legií. Po vítězství bolševiků v Rusku odešel do Československa. Zde mu byla přiznána penze a po jeho smrti mu byly vzdány stejné pocty jako kterémukoliv československému generálovi.

## Stručný životopis
Nikolaj Alexandrovič Chodorovič se narodil 15. prosince roku 1857 v Kyjevě.

### Studium a vojenská kariéra do první světové války
Studium v petrohradském Konstantinovském učilišti ukončil v roce 1879 a stal se důstojníkem Leib-gardového Litevského pluku. Po absolvatoriu akademie generálního štábu (v roce 1890) sloužil jako štábní důstojník ve Varšavském vojenském okruhu, kde byl od roku 1894 starším pobočníkem štábu okruhu. Současně byl v té době redaktorem "Vojensko-historického věstníku". V roce 1898 byl Nikolaj Alexandrovič Chodorovič povýšen do hodnosti plukovníka. V letech 1901 až 1904 vykonával funkci náčelníka štábu 33. pěší divize. Během rusko-japonské války (ta probíhala v období od února 1904 do září 1905) velel 164. pěšímu Luckému pluku. V únoru roku 1905 byl (za úspěchy v bojích) povýšen do hodnosti generálmajora a byl určen do funkce náčelníka týlu 3. mandžurské armády, později pak vykonával funkci náčelníka služby spojení. Od září roku 1906 pracoval Nikolaj Alexandrovič Chodorovič v Kyjevě ve štábu Kyjevského vojenského okruhu, kde opět zastával funkci náčelníka spojení. Mimo službu založil a byl hlavním redaktorem "Vojensko-historického věstníku". V červnu roku 1911 byl povýšen do hodnosti generálporučíka a dosazen do funkce náčelníka štábu Omského vojenského okruhu.

### První světová válka

#### Vznik České družiny
Těsně před vypuknutím první světové války (28. července 1914) byl Nikolaj Alexandrovič Chodorovič dne 19. července 1914 jmenován do funkce náčelníka štábu Kyjevského vojenského okruhu. Byl to právě generál Chodorovič, kdo dal v létě roku 1914 podnět, aby byli do ruské armády přijímáni českoslovenští dobrovolníci, kteří se hlásili z civilních povolání do armády. Chodorovič tehdy ocenil schopnosti Čechů jako rozvědčíků a prosadil vznik jednotky - České družiny. Česká družina se tedy formovala pod vedením štábu Kyjevského okruhu ruské armády. Organizaci této jednotky také generál Nikolaj Alexandrovič Chodorovič sám v počátcích osobně řídil. (Základem České družiny se stalo 720 dobrovolníků, zvaných Starodružiníci.) Dne 28. září 1914 (na svátek svatého Václava) se konala slavnostní přísaha několika set československých dobrovolníků. Prapor České družiny byl posvěcen popy a byly do něho zatlučeny zlaté hřeby. První z nich zatloukl právě generál Nikolaj Alexandrovič Chodorovič.

#### Další vojenská kariéra
Vojenský kariérní postup Nikolaje Alexandroviče Chodoroviče pokračoval jeho jmenováním (v červnu 1915) do funkce pomocníka hlavního náčelníka Kyjevského vojenského okruhu a posléze (v dubnu 1916) do funkce hlavního náčelníka Kyjevského vojenského okruhu. Po únorové revoluci roku 1917 se Nikolaj Alexandrovič Chodorovič (kromě jiného) zasloužil o vybudování první ukrajinské vojenské jednotky. V květnu roku 1917 pak odešel z aktivní služby v armádě (byl penzionován) a žil poté v Kyjevě. Po obsazení Kyjeva bělogvardějci (v srpnu roku 1919) byl formálně zařazen do hlavního velitelství Ozbrojených sil jihu Ruska. Spolu s bělogvardějci pak ustoupil až na Krym. Odtud byl (spolu s dalšími důstojníky) evakuován.

### Po první světové válce
V listopadu roku 1920 emigroval Nikolaj Alexandrovič Chodorovič do Království Srbů, Chorvatů a Slovinců (do Dubrovníku). O dva roky později (v roce 1922) odešel natrvalo do Československa (do Prahy). 

#### Život v Československu
Češi zajistili Chodorovičovi vojenskou penzi a pocty hodné penzionovaného generála. V roce 1932 mu k životnímu jubileu (75 let) blahopřál i sám T. G. Masaryk.
Generál Nikolaj Alexandrovič Chodorovič v Československu spolupracoval s Vojenským ústavem vědeckým; byl autorem několika knih, z nichž nejrozsáhlejší byla publikace "Odbojové hnutí a československé vojsko v Rusku: (1914–1917)" (vyšla roku 1928) a vystupoval zásadně proti lžím o československých legionářích, které uváděl generál Konstantin Vjačeslavovič Sacharov ve své knize "České legie na Sibiři: česká zrada". 
Od roku 1932 byl Nikolaj Alexandrovič Chodorovič předsedou VI. oddílu Ruského vševojenského svazu (ROVS) v Československu. Generál Nikolaj Alexandrovič Chodorovič zemřel dne 21. července 1936 v Praze, kde je i pochován (na Olšanském hřbitově). Po Chodorovičově úmrtí mu byly z rozhodnutí prezidenta Edvarda Beneše při pohřbu vzdány vojenské pocty náležející československým generálům.

Rodinný hrob na Olšanském hřbitově
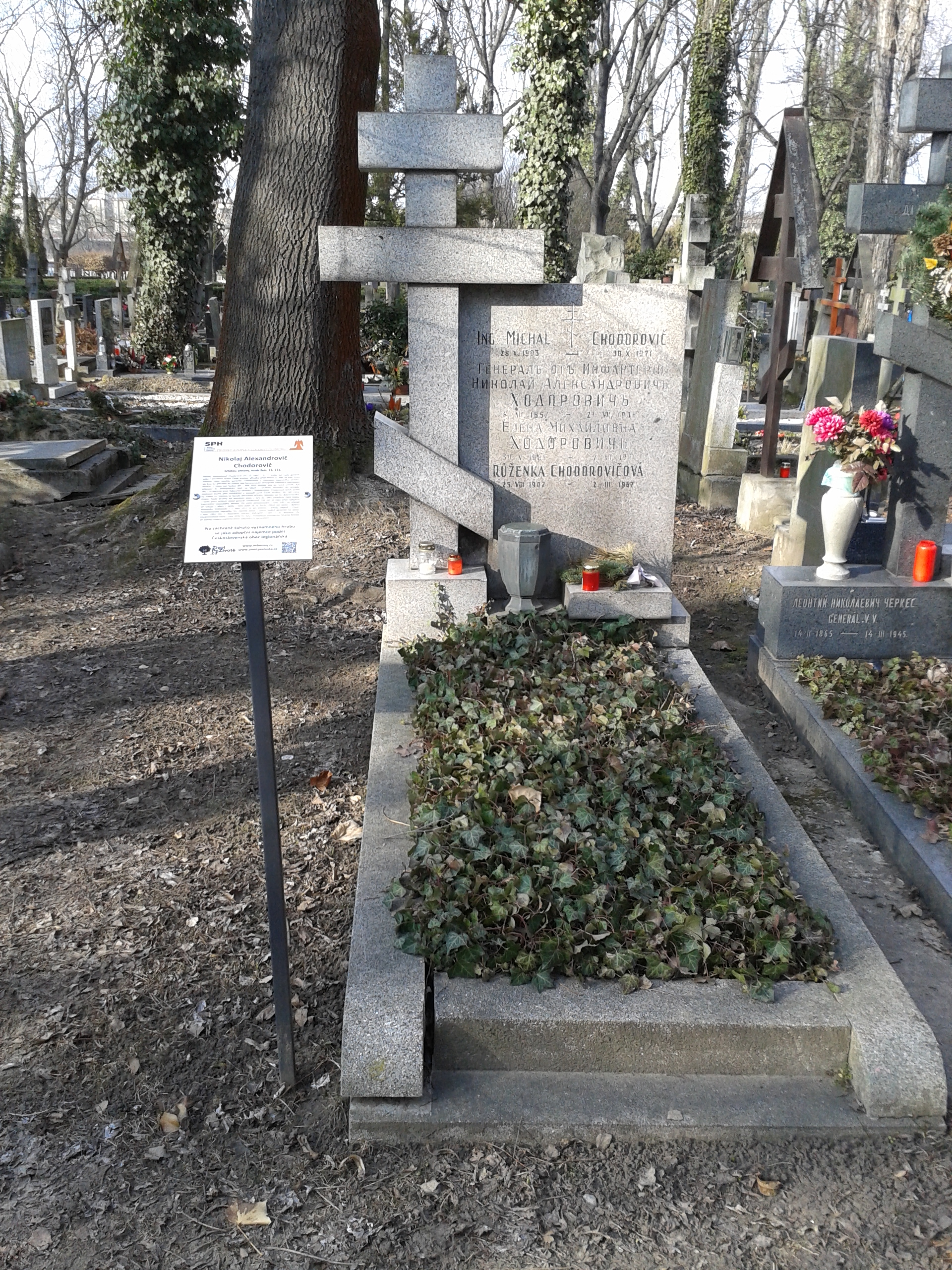
Celkový pohled
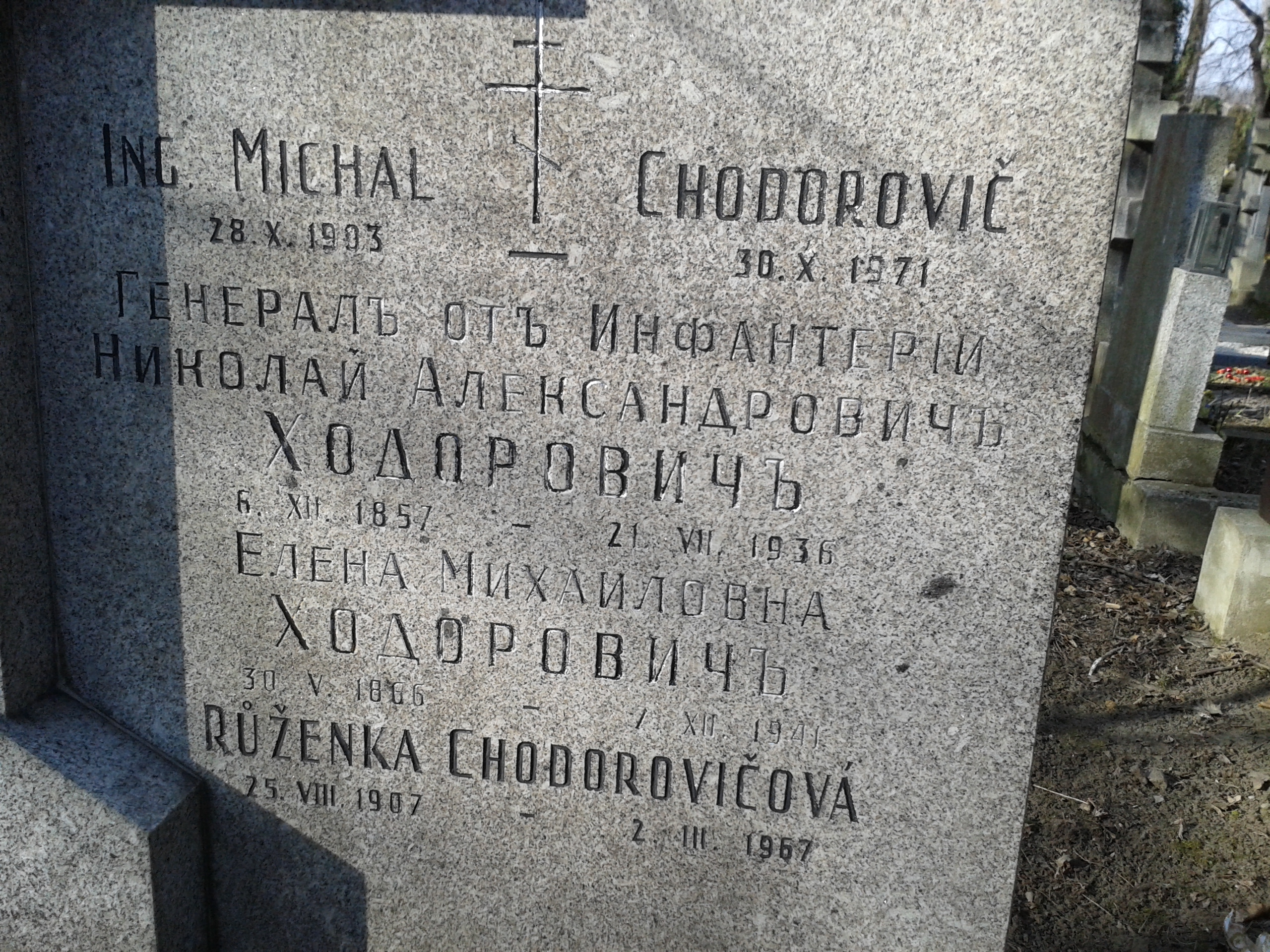
Detail náhrobku

## Autorství knih
- Chodorovič, Nikolaj Aleksandrovič. Odbojové hnutí a československé vojsko v Rusku: (1914-1917). Praha: Nakladtel: "České beletrie", 1928. 232 stran. + 4 strany obrazových příloh. Poznámka: z ruského rukopisu přeložil Jiří Treťjakov
- Chodorovič, Nikolaj Aleksandrovič. Hrdinské období Čechoslováků v Rusku. Praha: Svaz ruských válečných invalidů, 1928. 10 stran. Edice: "Zahraniční Rusové Československu 1918-1928". Poznámka: K 10. výročí trvání svobodného Československého státu (vlastnoruční věnování a podpis autora)
- Chodorovič, Nikolaj Aleksandrovič. Pravda o Čechoslovácích. V Brně: vydal Moravský legionář, 1935. 16 stran. Edice: "Knihovna československé revoluce"; svazek 33. Poznámka: přeloženo z ruského rukopisu
- Chodorovič, Nikolaj Aleksandrovič. Rusko-Československo a válka. Praha: Spolek ruské mládeže v ČSR, 1937. 31, [I] s.